# Чижівська волость
Чижівська волость — адміністративно-територіальна одиниця Звенигородського повіту Київської губернії з центром у селі Чижівка.
Станом на 1886 рік складалася з 12 поселень, 7 сільських громад. Населення — 9849 осіб (4841 чоловічої статі та 5008 — жіночої), 1232 дворових господарства.
|                     | Площа, десятин | У тому числі орної, дес. |
| ------------------- | -------------- | ------------------------ |
| Сільських громад    | 5984           | 5046                     |
| Приватної власності | 5870           | 4120                     |
| Казенної власності  | 100            | 7                        |
| Іншої власності     | 197            | 174                      |
| Загалом             | 12151          | 9347                     |

Поселення волості:
- Чижівка — колишнє власницьке село за 20 верст від повітового міста, 1713 осіб, 208 дворів, православна церква, школа, постоялих двір, 11 вітряних млинів. За 8 верст — пивоварний і цегельний заводи.
- Кобиляки — колишнє власницьке село, 1005 осіб, 147 дворів, православна церква, 2 постоялих двори, 5 вітряних млинів.
- Кучківка — колишнє власницьке село, 425 осіб, 62 двори, православна церква, постоялих будинки.
- Павлівка — колишнє власницьке село, 321 особа, 61 двір, кладовищенська православна церква, каплиця, постоялий будинок, винокурний завод.
- Рижанівка — колишнє власницьке містечко, 2165 осіб, 322 двори, 2 православні церкви, каплиця, 2 синагоги, 3 постоялих двори, 5 постоялих будинків, 26 лавок, базари, 5 вітряних млинів.
- Чемериське — колишнє власницьке село, 1214 осіб, 199 дворів, православна церква, каплиця, постоялий будинок, 8 вітряних млинів.
- Яблунівка — колишнє власницьке село, 1674 особи, 228 дворів, православна церква, постоялий будинок, 10 вітряних млинів.

Старшинами волості були:
- 1909—1913 роках — Григорій Очерятяний[2],[3],[4],[5];
- 1915 року — Григорій Степанович Циганенко[6].